# Concerto cho 2 cello (Vivaldi)
Concerto cho hai cello cung sol thứ, RV 531 là một tác phẩm của nhà soạn nhạc Antonio Vivaldi. Đây là một bản concerto cho hai đàn cello, dàn nhạc dây và bè trầm liên tục trong ba chương, được cho là sáng tác vào những năm 1720. Đây là bản concerto duy nhất của Vivaldi dành cho hai đàn cello, và chúng bắt đầu một cách khác thường với phần dẫn nhập của riêng các nhạc cụ độc tấu.

## Bối cảnh sáng tác
Vivaldi đã sử dụng cello như một nhạc cụ độc tấu trong một số sáng tác, đây là một xu hướng mới trong thời kỳ của ông. Nhà soạn nhạc đã sáng tác 27 bản concerto cho cello, dàn nhạc dây và bè trầm liên tục. Trong số các concerto dành cho cello này, RV 531 là bản duy nhất dành cho hai cello. Vivaldi đã có thể đã sáng tác bản concerto vào những năm 1720 ở Venezia. Một bản thảo âm nhạc đã được tìm thấy trong Bộ sưu tập Renzo Giordano tại Thư viện Quốc gia ở Torino, nơi lưu giữ nhiều bộ sưu tập cá nhân của Vivaldi.

## Cấu trúc
Bản concerto có cấu trúc gồm 3 chương:
1. Allegro
2. Adagio
3. Allegro

Chương đầu tiên không bắt đầu với dàn nhạc đánh phần ritornello thông thường, mà chỉ với hai nghệ sĩ độc tấu lao vào đánh và mô phỏng nét nhạc của nhau một cách nhanh chóng với những đoạn nhạc ngắn trổ kỹ thuật của các nghệ sĩ độc tấu. Cả hai nghệ sĩ độc tấu đều bình đẳng, lần đầu đối đáp nhau mà không có bè nào cao hơn. Karl Heller nhấn mạnh rằng "âm vực tối của hai nhạc cụ có tông trầm hoàn toàn phù hợp với biểu cảm nghiêm túc, không có chút phô trương kỹ thuật điêu luyện nào". Ông nói thêm rằng:
Khía cạnh nổi bật nhất của chương (Allegro) là cách tiếp cận sắp xếp hoàn toàn mang tính cá nhân mà Vivaldi đã thực hiện trong phần mở đầu. Hai cây đàn cello mô phỏng nhau ở khoảng cách một ô nhịp; sau đó họ chơi phần còn lại của chương trong khoảng thời gian một phần ba và chơi tám ô nhịp trên hòa âm sol thứ của phần bè trầm liên tục.

Trong chương 2 được Vivaldi đề nhịp điệu là Adagio, hai nghệ sĩ độc tấu và nghệ sĩ cello đệm liên tục tạo thành một bộ ba, để có âm thanh dải trầm thậm chí còn vang rộng hơn.
Chương cuối cùng Allegro bắt đầu với "sự đảo phách khác thường lôi cuốn" trong dàn nhạc, trước khi các nghệ sĩ độc tấu tham gia "màn nhào lộn theo nhạc". Chương này chứa một phần fugal bắt đầu bởi cello độc tấu số hai.
Nhà âm nhạc học Michael Talbot đã nhấn mạnh đến "nội dung cảm xúc mãnh liệt" của bản concerto được thể hiện ngay từ đầu và cho thấy được "một nỗi buồn gần như mang tính chất tự truyện" trong chương chậm. Ông nhận định phần cuối "điên cuồng" có nhịp điệu và âm sắc giống nhau và tóm tắt lại "đây là một bản concerto nổi bật trong số hàng trăm bản mà Vivaldi đã viết."

## Thu âm
Mã Hữu Hữu và Jonathan Manson đã thu âm bản concerto vào tháng 11 năm 2003.